# Алва
Алва или халва је слаткиш који потиче са Блиског истока. Као посластица најчешће се припрема у балканским и земљама источног Медитерана. Назив је заједнички за неколико сличних посластица у чијој је основи брашно, масноћа (уље или масло) и заслађивач (шећер или мед), уз различите додатке (семе, орашасто воће, сушено воће и слично). Може се наћи у различитим бојама и укусима, а текстура је карактеристично мрвичаста и хрскава.
Праве је и продају алваџије, односно халваџије, халвеџије (тур. helvacı) у својим алваџиницама (халвеџиницама). Оно што је најзначајније код алве је да је то укусна посластица коју може припремити и приуштити свако, јер се припрема једноставно, од основних животних намирница. Како се за припрему највећег броја алви не морају користити намирнице животињског порекла, оне припремљене са уљем сматрају се кошер храном.

## Етимологија
Реч халва, као и алва долази из арапске речи halwa (арап. حلاوة طحينية, од halawa — „слаткоћа”), односно турске helva. У српском језику оба израза су правилна и равноправно су у употреби.

## Историја
Алва је, као посластица, позната вековима. Готово свака блискоисточна култура тврди да потиче баш од ње. Неки научници претпостављају да је настала у околини Византиона (данас Истанбул), нешто пре 12. века. Други верују да је била позната и 3000. година п. н. е. Постоје докази да је то првобитно био помало желатинасти десерт на бази жита, направљен од уља, брашна и шећера.
| Први познати писани рецепт за алву датира с почетка 13. века, из кувара писаног на арапском језику („Књига јела”). У књизи је описано чак седам начина на које се може припремити овај слаткиш. У кувару из маварске Шпаније, који потиче из истог периода, налази се рецепт у коме се смеса направљена од куваног шећера, меда, сусамовог уља и брашна развлачи у танак слој, посипа ружином водом, шећером и млевеним пистаћима, прекрива другим слојем исте смесе и сече на троуглове. |

Посластица се проширила по Блиском истоку, Медитерану и Балканском полуострву, средњој Азији и Индијском потконтиненту и свака култура која ју је прихватила мало је променила њено име и састојке. Египћани су је називали халава и мешали са пистаћима, бадемима или пињолима, док су је Индијци називали халва и ароматизирали регионалним производима попут масла, кокоса и урми.
Један од најпознатијих обожавалаца алве био је Сулејман Величанствени (1520—1566), који је поред своје палате саградио посебну кухињу која је названа helvahane (кућа халве) у којој се производило 30-ак врста ове посластице. Једну од њих, направљену са тахинијем (пастом од сусама), прихватили су Румуни у време османлијске власти и пренели је Ашкеназима у Европи, а они је почетком 20. века донели у Америку (тахан-алва). Џон Мариани (John Mariani), аутор Енциклопедије америчке хране и пића, у својој књизи тврди да је „алва постала много популарнија у Америци него што је икада била у Европи”.

### Алва на Блиском истоку
Алва је можда најпопуларнија као посластица у Израелу. Бројне алваџије на чувеној јерусалимској отвореној пијаци Махане Јехуда (Mahane Yehudah), која се још назива и „Краљевство алве” нуде на стотине врста ове посластице, од традиционалних до грчких од гриза или оних направљених без брашна, у којима доминира шаргарепа и орашасто воће. Сматра се кошер храном и једна је од најомиљенијих посластица у овој земљи.
У Анадолији алва има социјалну мисију. Традиционално се дели са породицом и пријатељима на радосним догађајима попут венчања, рођења, церемонија обрезивања и верских прослава. Служи се и током Великог поста, на сахранама и када се неко дочекује по повратку са хаџилука.

### Алва на Балкану
Алва је као посластица присутна у свим земљама Балкана. Нарочито је популарна код муслиманског становништва, где је припрема алве један од традиционалних обичаја који је највише заступљен у домовима приликом верских празника какви су Рамазан или Бајрам. Она се прави и за тужне поводе — када умре неко од укућана или када се организују помени, када је обичај да се после поједеног парчета алве помоли за душу умрлог. Рецепт за алву је највероватније на ове просторе донели Турци Османлије током освајања балканских подручја. Некада је постојао обичај да се алва припрема сваког петка, а до 1908. године у Сарајеву је постојала улица (чаршија) у којој су пословале углавном алваџије - алваџилук. Према народном веровању, када се спрема алва мелеци, односно анђели, долазе у кућу да би осетили мирис. Рецепт за овај оријентални слаткиш се преноси с колена на колено.

### Алва у Јужној Азији
У јужноазијским културама алва се ретко кад припрема са сусамом. Овде се заправо се ради о кремастој маси сличној пудингу, направљеној у најосновнијем облику од масла, шећера или палминог сирупа и неке врсте брашна, куваној док не постане густа и кремаста. Једе се кашиком. Алва се у Јужној Азији прави од готово свега што се може помешати са маслом и шећером. Неке од најчешћих верзија укључују алве направљене од сочива, вермичели резанаца, гриза или поврћа какво су тиквице, тиква, шаргарепа и сл. са додатком сувог воћа, и зачина.
Овде алва није свакодневна посластица, али није ни резервисана само за посебне прилике. Често се служи као десерт на недељној трпези.

### Алва у Сједињеним Америчким Државама
Почетком 20. века највећи промотер традиционалних слаткиша био је млади Јеврејин из Кијева (Украјина) Натан Радуцки (Nathan Radutzky). Он је 1907. године произвео своју прву серију алве у гаражи, коју је затим продавао у дворишту своје куће у Бруклину и на колицима по граду. Када је посао кренуо, отворио је малу фабрику, а 1940. преселио је своју компанију, која се тада звала „Independent Halvah & Candies” у већу зграду у којој ова компанија послује и данас, под новим именом - „Joyva”, које је Радуцки променио 50-их година, када је направио и нови лого компаније, насмејаног султана. Ова компанија и даље је водећи произвођач алве у Сједињеним Америчким Државама, са обртом од више од 5 милиона долара годишње продаје. Власници компаније „Joyva” и даље су чланови породице Радуцки, њена трећа генерација.
Занимљиво је да „Joyva” извози алву широм света и она је популарна чак и у земљама које себе сматрају колевком ове традиционалне посластице.

## Врсте алве
Постоје различите врсте алве: ћетен-алва, тахан-алва (таан-алва), кос-алва и др.
- Тахан-алва је једна од најпопуларнијих врста, најпознатија широм Европе и Америке. Прави се са сусамом, односно тахинијем — путером од семена сусама. Према различити рецептима овој алви се могу додати какао, Чоколада, пистаћи, бадеми, ванила, ораси и сл. По конзистенцији је тврда, сува и лако се дроби.
- У Израелу је алва такође веома популарна. Конзумира се за доручак, ужину или као десерт. Прави се на десетине различитих укуса, од шаргарепе до ваниле.[8]
- У земљама бившег Совјетског Савеза широко је распрострањена алва од семена сунцокрета.[15]
- У Турској и Грчкој може се наћи и алва направљена без житарица, од јаја и шећера. У Грчкој се прави и врста алве од гриза (такозвани Халвас).[16] Често се конзумира, па се прави и у облику торте, да би била свечанија.
- Позната је и алва од клица житарица која се прави у Ирану, Пакистану и Индији. Често се додају урме, ораси, грожђице или друго суво воће. У јужној Азији алва се често прави и од различитог поврћа, чак и без житарица. Најчешће има потпуно другачију структуру. Кашаста је и једе се кашиком.

Алва се служи топла или хладна, често посута циметом, са шлагом или млечним кремом.
Занимљиво је како оволико у основи различитих врста јела има готово исто име широм света. Кен Албала, историчар хране и професора на Пацифичком универзитету даје веома једноставно објашњење. Он верује да је у питању само значење речи алва, односно халва — једноставно „слатко”, па зато од давнина означава получврсте посластице које се могу направити од практично било чега. Албала верује да је десерт дошао у Индију и Пакистан са Мугхалским царством. Сусам је пореклом из Африке, а преко Египта је стигао и на Блиски исток, где је почео његов узгој, па се често користи у кулинарству. У јужној Азији сусама никада није било толико пуно, што је алтернативне састојке учинило популарнијим.

## Хранљива вредност алве
Алва какву најчешће срећемо, тахан-алва, се често продаје у продавницама здраве хране, иако висок ниво масти и угљених хидрата спречавају да се сматра „здравом“. Има велику енергетску вредност, а богата је калцијумом, протеинима, незасићеним масним киселинама, магнезијумом и гвожђем. У тахан-алви семе сусама обогаћује је и другим хранљивим минералима, укључујући бакар, манган, триптофан и калцијум.
Нутритивна табела (100 г тахан-алве):
|                     | 100 g   |
| ------------------- | ------- |
| Енергетска вредност | 552 cal |
| Масти               | 34 г    |
| Угљени хидрати      | 42 г    |
| Протеини            | 19 г    |

## Алва у савременој култури
У народу од давнина постоји изрека „Иде к'о алва”. То је фраза која се користи да се опише начин на који је нешто прихваћено од стране огромног броја људи - много тражено, купује се или конзумира у великим количинама.

## Рецепт за алву
Рецепт који следи преузет је из чувеног Патиног кувара који је Спасенија Пата Марковић први пут објавила 1939. године, а који је касније доживео велики број издања, после Другог светског рата као Велики народни кувар. У овом кувару може се наћи шест рецепата за алву, полутврде и тврде варијанте. Овде је дат онај који је назван Домаћа алва, а који је најсличнији алви каква се и данас спрема широм Балкана, ако се изузме маст:
| „ | У једну шерпу ставити ¼ маслаца или 200 грама масти да се добро растопи. У врели маслац или маст додати 4 велике кашике брашна, па брашно непрестано мешати док не постане златно жуте боје. За то време ставити у један лонац ½ килограма шећера кристала с мало воде да на штедњаку прокува. Одмах ставити и комад ваниле и све заједно са шећером кувати. У упржену запршку, непрестано мешајући, додавати укуван сируп да алва има густину да се кашиком из ње може маса вадити. Скинути алву с ватре, замакати кашику у растопљени маслац, вадити алву и ређати је на округлу стаклену зделу. Посути је ситним шећером измешаним са ванилом и служити хладну. | ” |

Ова алва обично се сервира тако што се смеса вади кашиком и ређа у круг, али се може користити и кашику за вађење сладоледа, при чему се добијају лепе кугле. Може се декорисати, осим кристалним шећером и млевеним орасима. Основни рецепт не укључује ванилу ни у којем облику.